# Alfons Spiessens
Alfons Spiessens (Boom, 28 december 1888 - Ukkel, 21 april 1956) was een Belgisch wielrenner. Hij was beroepsrenner van 1909 tot 1914 en in 1919-1920. Hij was ook baanrenner en schitterde onder meer in de Zesdaagse van Brussel in de periode 1919-1921. In 1920 werd hij eerste, samen met Marcel Buysse. Hij nam 4 maal deel aan de Ronde van Frankrijk en eindigde 3 maal in de eerste tien in het eindklassement: 10de in 1912, 6de in 1913 en 7de in 1914. 

## Resultaten in voornaamste wedstrijden
| Jaar | Ronde van Italië | Ronde van Frankrijk | Ronde van Spanje |
| ---- | ---------------- | ------------------- | ---------------- |
| 1909 |                  |                     |                  |
| 1910 |                  |                     |                  |
| 1912 |                  | 10e                 |                  |
| 1913 |                  | 6e                  |                  |
| 1914 |                  | 7e                  |                  |

| Jaar | Ronde van Vlaanderen | Parijs-Roubaix | Parijs-Brussel | Parijs-Tours |
| ---- | -------------------- | -------------- | -------------- | ------------ |
| 1909 |                      | 24e            | 12e            |              |
| 1910 |                      | 53e            |                |              |
| 1912 |                      | 43e            | 13e            | 11e          |
| 1913 |                      | 58e            |                |              |
| 1914 | 8e                   | 36e            |                |              |